# Krahulčí (Dětřichov nad Bystřicí)
Krahulčí (německy Sperbersdorf) je malá vesnice, část obce Dětřichov nad Bystřicí v okrese Bruntál. Nachází se asi 4,5 km na jih od Dětřichova nad Bystřicí. Prochází tudy silnice I/45. Krahulčí má charakter horské zemědělské osady, v dnešní době jsou ale obyvateli převážně chalupáři.

## Historie
První písemná zmínka o obci pochází z roku 1397 (Krahuiczy). Původně šlo o českou obec, která však ke konci 15. století zpustla a byla opuštěna. Obnovena byla jako Sperbersdorf zřejmě až v roce 1775 německými kolonisty a vzhledem k tomuto pozdnímu znovuzaložení má poměrně malý katastr (většina z něj byla postoupena od Ondrášova). Od roku 1850 šlo o samostatnou obec v politickém a soudním okrese Šternberk. Fungovala zde hospoda, obchod a v letech 1942–1962 také škola. Původní obyvatelstvo bylo po roce 1945 vysídleno a od té doby vesnice také nese dřívější název Krahulčí. V roce 1960 byla připojena jako osada k obci Dětřichov nad Bystřicí.
Počet obyvatel Krahulčí podle sčítání nebo jiných úředních záznamů:
| Rok            | 1869 | 1880 | 1890 | 1900 | 1910 | 1921 | 1930 | 1950 | 1961 | 1970 | 1980 | 1991 | 2001 | 2011 |
| -------------- | ---- | ---- | ---- | ---- | ---- | ---- | ---- | ---- | ---- | ---- | ---- | ---- | ---- | ---- |
| Počet obyvatel | 164  | 143  | 133  | 116  | 123  | 107  | 92   | 78   | 73   | 52   | 22   | 4    | 3    | 7    |

1. ↑  Z toho: 0 Čechoslováků, 90 Němců; 90 řím. kat., 1 evang.

## Pamětihodnosti
- novogotická kaple sv. Vavřince z roku 1930

## Galerie

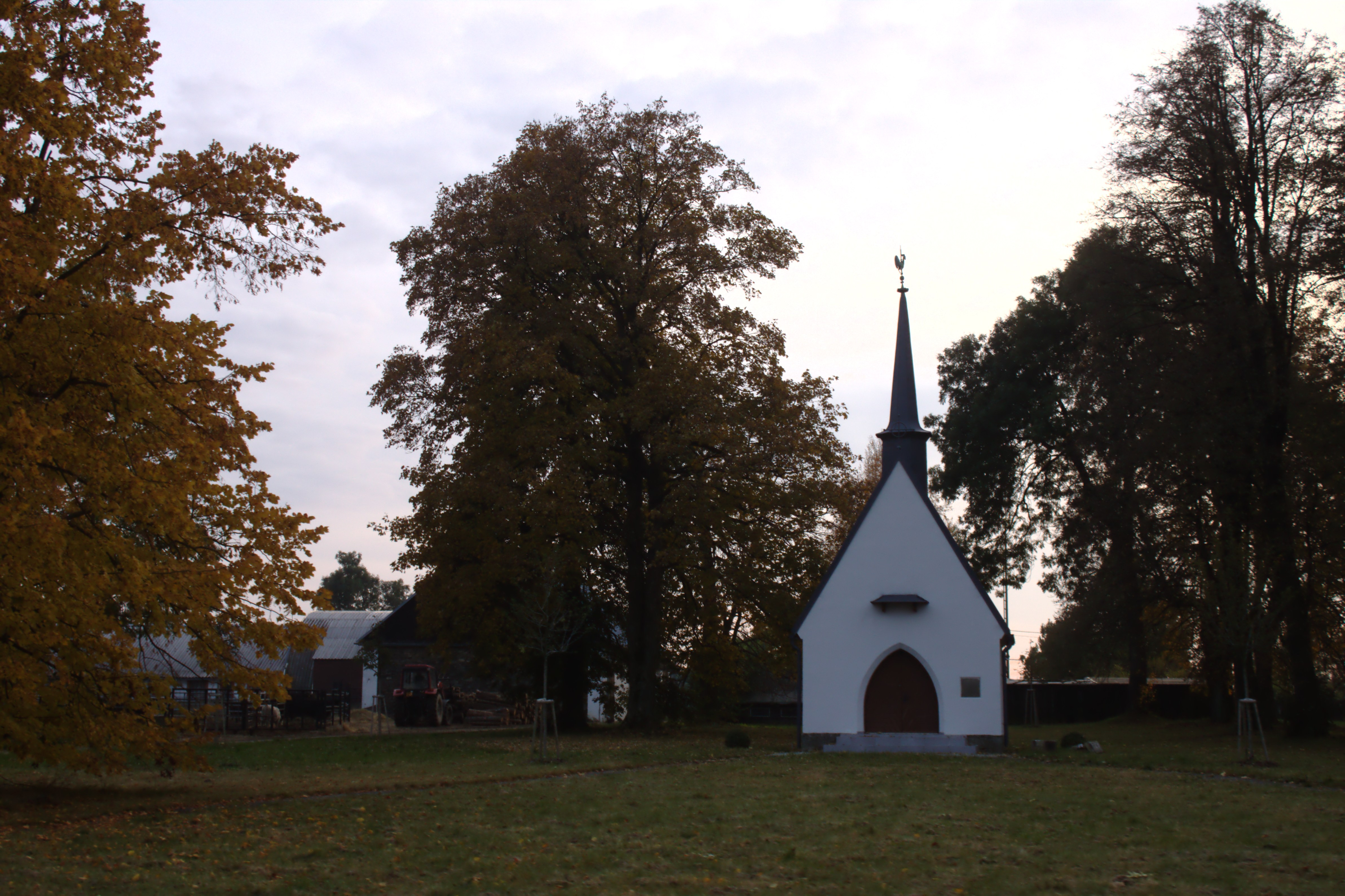
Kaple
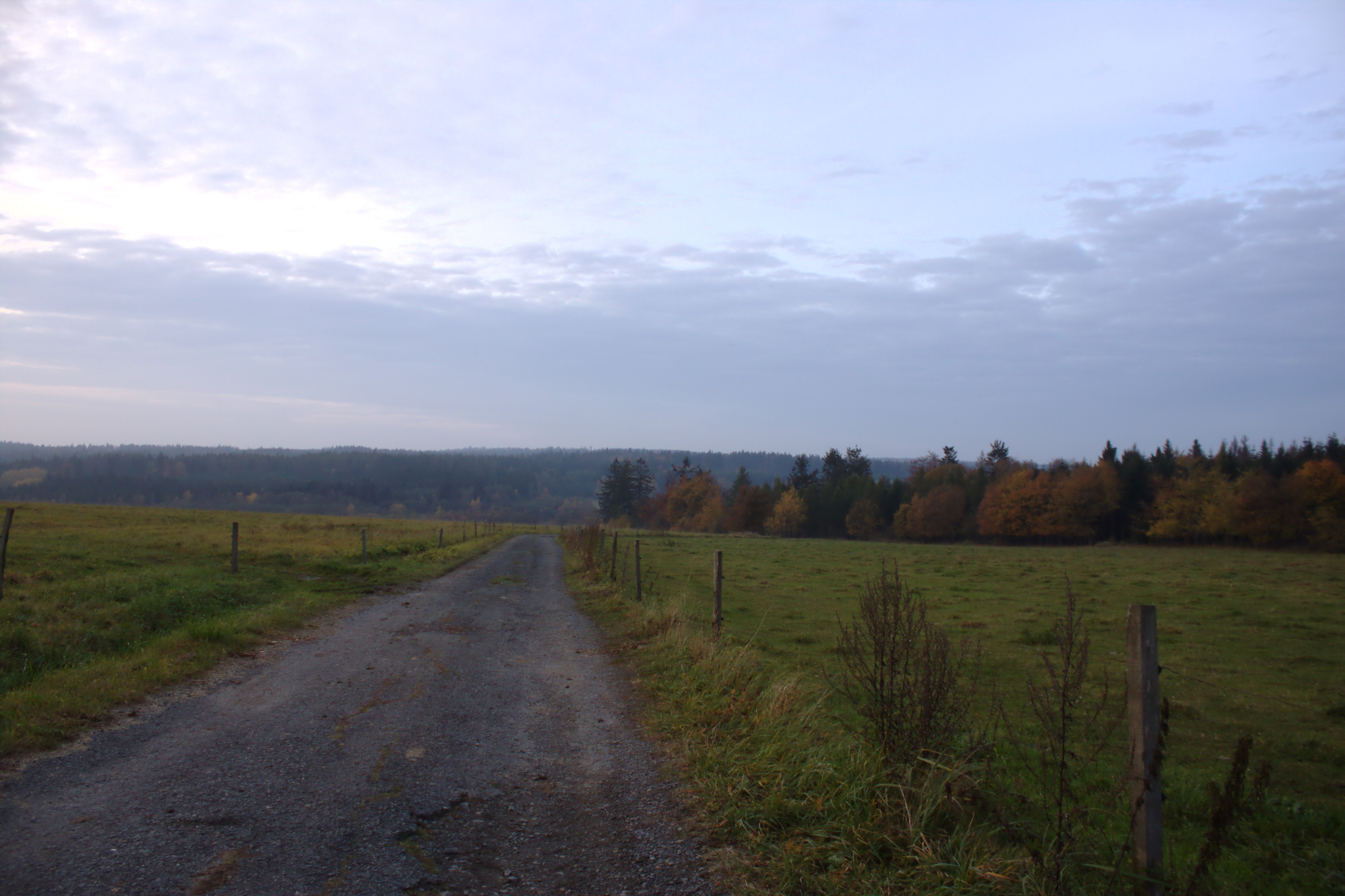
Cesta
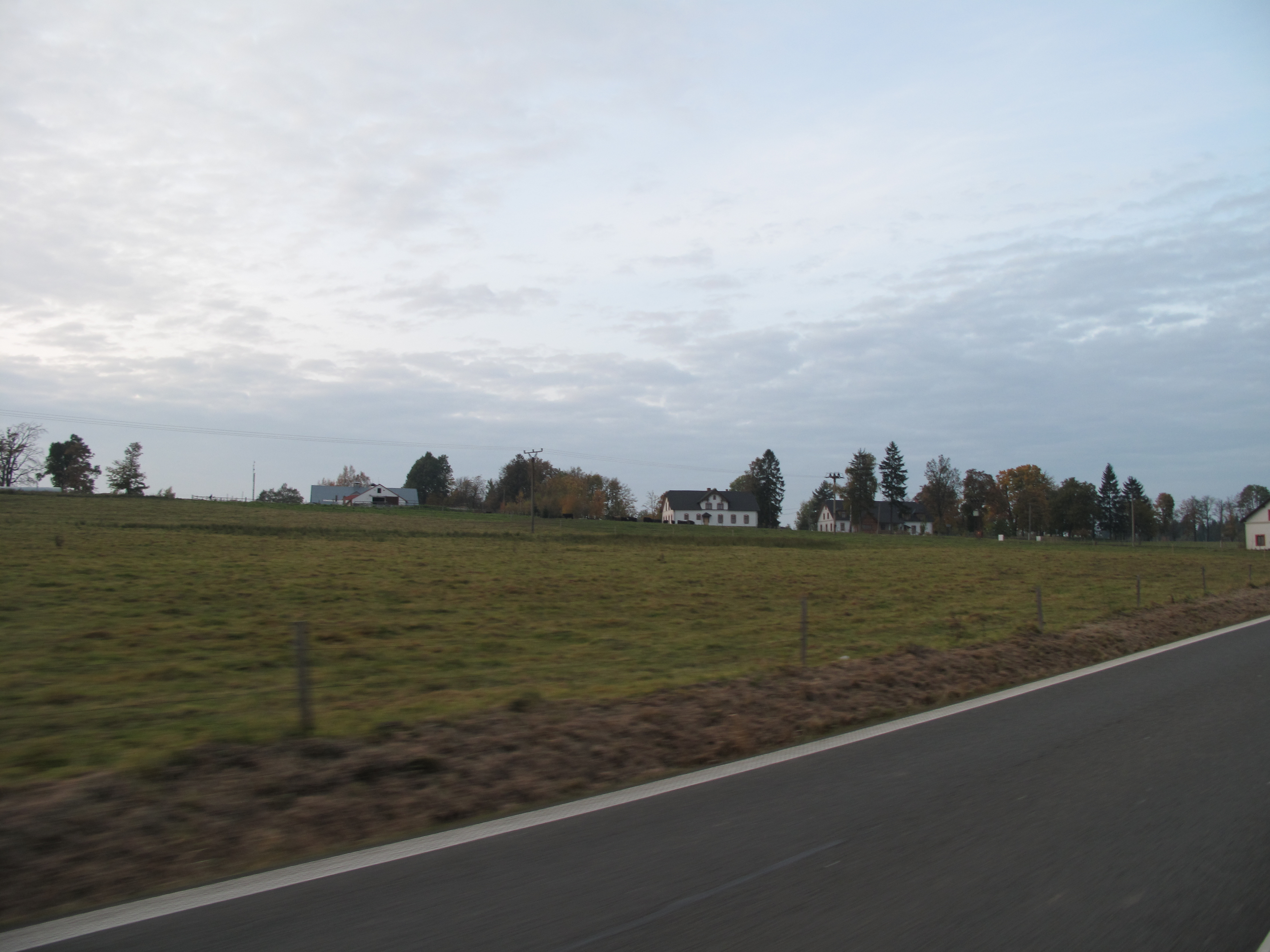
Pohled ze silnice